# Шуламіт Фаєрстоун
Шуламіт «Шулі» Фаєрстоун (англ. Shulamith Firestone, 9 січня 1945 — 28 серпня 2012) — канадсько-американська радикальна феміністка. Центральна фігура в ранньому розвитку радикального фемінізму та другої хвилі фемінізму. Була співзасновницею трьох радикально-феміністичних груп: Радикальні жінки Нью-Йорку, «Червоні панчохи», Радикальні феміністки Нью-Йорку.
У 1970 році Фаєрстоун написала книгу «Діалектика статі: обґрунтування феміністичної революції» (англ. The Dialectic of Sex: The Case for Feminist Revolution). Книга стала впливовим феміністичним текстом. Американська письменниця та феміністка третьої хвилі Наомі Вульф у 2012 році прокоментувала важливість книги: «Ніхто не зможе зрозуміти, як розвивався фемінізм, не читаючи цей радикальний і запалюючий орієнтир другої хвилі».

## Раннє життя та освіта
Фаєрстоун народилася 7 січня 1945 року в Оттаві, Канада. Повне ім'я дівчинки було Шуламіт бат Шмуль Бен Арі Фаєрштайн (англ. Shulamith Bath Shmuel Ben Ari Feuerstein). Вона була другою з шести дітей і першою дочкою в сім'ї ортодоксальних євреїв. Батьками Шуламіт були Кейт Вайс (англ. Kate Weiss), єврейка німецького походження, та Сол Фаєрштайн (англ. Sol Feuerstein), бруклінський торговець з асимільованої єврейської сім'ї. Мати Фаєрстоун пережила німецький Голокост, а батько служив в армії під час Другої світової війни. У квітні 1945 року, коли Фаєрстоун було чотири місяці, її батько брав участь у звільненні концтабору Берґен-Бельзен у Німеччині.
Коли вона ще була дитиною, сім'я американізувала своє прізвище на Фаєрстоун і перебралася до Сент-Луїса, штат Міссурі. У дівчинки були складні стосунки з батьком. Її батько прийняв релігію ортодоксальний юдаїзм у підлітковому віці. За словами журналістки Сюзан Фалуді, він жорстко контролював своїх дітей. Одна з  сестер, Тірца Фаєрстоун, розповіла Фалуді: «Мій батько виплескував свій гнів на Шулі». Вона виступала проти сексизму в сім'ї, адже її обов'язком було застеляти ліжко брата. «Тому, що ти — дівчина» — пояснював батько. Інша сестра, Лайя Фаєрстоун, згадувала, як батько і донька погрожували вбити одне одного.
Фаєрстоун навчалась у вчительській семінарії в Клівленді, пізніше отримала ступінь бакалавра у Вашингтонському університеті в Сент-Луїсі, а в 1967 році отримала ступінь бакалавра з живопису в Школі при Чиказькому художньому інституті (англ. School of the Art Institute of Chicago).

## Активізм
Російська соціологиня і спеціалістка з гендерної проблематики Ірина Тартаковська аналізувала внесок Фаєрстоун у політичну боротьбу за права жінок у своїй праці «Приватне як політичне: друга хвиля фемінізму як відлуння 1968-го». Дослідниця зазначала про різницю між феміністками-тереотикинями та феміністками, які змінюють існуючий устрій не лише письмом, але й долучаються до громадських рухів:
«Феміністки-теоретики знаходяться у набагато більш привілейованому становищі, користуючись, хоча б частково, привілеєм входити в академічний істеблішмент.Учасниці ж громадських рухів стикаються з серйозним політичним протистоянням, рідко перемагають на виборах, над ними досить часто знущається преса. Однак без їх зусиль, без їх, можливо, небездоганних праць і ризиків феміністський порядок денний просто не відбувся б (або б не був почутим)».
Фаєрстоун долучалася і до академічної, і не менш активно до громадської діяльності. 1967 року відбулася перша і єдина національна конвенція Національної конференції з питань нової політики. Фаєрстоун відвідала зібрання і разом з Джо Фрімен сформувала жіночий колектив, який намагався представити свої вимоги до пленарного засідання. Жінкам було сказано, що їхня резолюція не є достатньо важливою для дискусії. Зрештою, їм вдалося додати свою заяву на кінець порядку денного, але на обговорення їх питання не піднімалося. Модератор дискусії Вільям Ф. Пеппер, відмовлявся надавати слово жінкам. Коли п'ять жінок, включаючи Фаєрстоун, підбігли до подіуму з протестами, Пеппер поплескав Фаєрстоун по голові і сказав: «Заспокойся, маленька дівчинка, у нас є більш важливі речі, які варті обговорення, аніж жіночі проблеми.»
Після інциденту Фаєрстоун і Фрімен почали організовувати зустрічі жінок у чиказькій квартирі Фрімен, започаткувавши жіночий визвольний рух в Чикаго.

### Радикальні жінки Нью-Йорку
У жовтні 1967 року Фаєрстоун переїхала до Нью-Йорка і стала співзасновницею Радикальних жінок Нью-Йорку (New York Radical Women). Група пропрацювала з 1967 по 1969 рік. Особливу увагу від загальнонаціональних засобів масової інформації група отримала завдяки організованим протестам під час конкурсу Міс Америки у 1986 році. Чотири членкині групи купили квитки на захід і з балкону розгорнули банер, на якому висвітлювалися слова: «Лібералізація жінок».
Організація також займалась збором і публікацією феміністських текстів. «Записки першого року» (англ. Notes from the First Year) базуються на промовах учасниць організації та на обговореннях групи, які відбувалися на щотижневих зустрічах Радикальних жінок Нью-Йорку 1968 року. Багато творів з цієї брошури заклали основу для розвитку сучасних жіночих/гендерних студій. «Записки другого року» були створені у відповідь на популярність першої брошури. Записки другого року включали в себе політично важливі та впливові статті, які мали в собі потенціал для подальших дискусій.
У 1969 році ідеологічні відмінності членів групи розділили її на дві фракції: радикальну і соціалістичну. Кожна з фракцій продовжила свою діяльність вже в інших організаціях.

### «Червоні панчохи»
Після розпаду Радикальних жінок Нью-Йорку Фаєрстоун разом з Елен Вілліс заснували нове радикальне феміністське угрупування «Червноні панчохи» (англ. Redstockings), яке було названо на честь «Товариства блакитних панчіх» (англ. Blue Stockings Society) — жіночої літературної групи 18-го століття.
Одна з перших акцій групи відбулася 13 лютого 1969 року, коли членкині штурмували слухання спільного законодавчого комітету штату Нью-Йорк з питань охорони здоров'я, яке розглядало реформування законодавства про аборти. «Червоні панчохи» заперечували проти слухання, запитуючи: «Чому у списку виступаючих представлені 14 чоловіків і тільки одна жінка, яка і то є черницею». Голова комітету відповів, що спікери є експертами з цього питання, що ще більше розлютило жінок, чия позиція полягала в тому, що не було кращих експертів з абортів, ніж самих жінок, і що закон про аборти повинен бути скасований, а не реформований. Пізніше група неодноразово організовувала власні заходи, де піднімала питання абортів і давала слово жінкам, які ділилися своїми поглядами на ситуацію.
«Червоні панчохи» мали критичне ставлення до ліберальних феміністських угрупувань, які, на їх думку, розглядали жіночу лібералізацію лише як інституційну реформу, відкидаючи міжособистісну владу чоловіка над жінкою. Вони також не розділяли погляди соціалістичного фемінізму, який підпорядковував питання жіночої лібералізації класовій боротьбі. Деякі членкині «Червоних панчіх» розглядали чоловічу гомосексуальність як прояв мізогінії. Ця думка часто критикується як гомофобна.

### Радикальні феміністки Нью-Йорку
Фаєрстоун покинула «Червоні панчохи» і разом з Анною Кьод 1969 року заснувала групу Радикальних феміністок Нью-Йорку. Проте вже в 1970 році засновниці покинули угрупування через розбіжності у поглядах з іншими учасницями щодо керівництва групою. Організація продовжила своє існування вже без Фаєрстоун і Кьод.

## Праці

### «Діалектика статі»
«Діалектика статі: обґрунтування феміністичної революції» (англ «The Dialectic of Sex: The Case for Feminist Revolution») стала класичним текстом фемінізму другої хвилі. Це перша книга Фаєрстоун, яка була опублікована у 1970 році, коли Фаєрстоун було всього 25 років. У книзі Фаєрстоун прагнула розвинути погляд в рамках історичного матеріалізму на біологічну стать. В книзі також описується ідеальне суспільство, на думку Файрстоун, в якому немає місця пригніченню жінок.
Фаєрстоун поєднала в своїй книзі ідеї Зигмунда Фрейда, Вільгельма Райха, Карла Маркса, Фрідріха Енгельса і Симони де Бовуар в радикальну феміністську теорію політики. Вона також відзначала вплив книги Лінкольна і Еліса «Занадто багато американців» (1964) та бестселер Пола Ерліха «Популяційна бомба» (1968).
Основні ідеї книги
Українська ліва націоналістична радикальна феміністка Марія Дмитрієва вважає «Діалектику статі» одним із найважливіших текстів Другої хвилі фемінізму, в якій Фаєрстоун «розглядає біологічну здатність жінок виношувати і народжувати дітей, і годувати їх грудьми як причину їх підкореного становища». Це є однією із ключових ідей праці Фаєрстоун, але у своїй книзі вона порушує й інші, не менш важливі, питання.

#### Феміністична революція задля знищення статевого класу
У своїй книзі Фаєрстоун стверджує, що сучасне суспільство не зможе досягти справжньої гендерної рівності, допоки біологічні риси жінок не будуть відокремлені від їх гендерної ідентичності. Вона також зауважує, що Фрейд і Маркс у своїх працях ігнорували те, що вона називала «статевим класом», панування жінок з урахуванням їх біологічних відмінностей. Фаєрстоун вважає, що гендерна нерівність випливає з патріархальних соціальних структур, що обмежують жінок через їхні тіла (зокрема, фізичні, соціальні та психологічні недоліки, спричинені вагітністю, пологами та вихованням дітей).

На відміну від багатьох інших феміністок, які стверджували, що жіноче існування є домінуючим, Фаєрстоун лише визнавала існування біологічних відмінностей між чоловіками і жінками. Проте, вона дала зрозуміти, що ці відмінності, хоча і реальні, не повинні розглядатися як основа для упередження або переваги однієї групи над іншою. Фаєрстоун також наполягала на тому, що бути людиною означає «перерости» природу, додаючи: «Ми більше не можемо виправдовувати підтримку дискримінаційної статево-класової системи на підставі її природного походження». Скасування статевого класу вимагає від жінок контролю над репродуктивними засобами.
«Як для забезпечення ліквідації економічних класів потрібно повстання нижчого класу (пролетаріату) і, під час їхньої тимчасової диктатури, захоплення засобів виробництва, так і для забезпечення ліквідації статевих класів необхідно повстання нижчого класу (жінок) і захоплення ними контролю над репродуктивним відтворенням: не лише повне відновлення жіночої влади над власними тілами, а також і [тимчасове] захоплення контролю над людською народжуваністю — нова популяційна біологія, а також всі соціальні інститути дітонародження і виховання дітей. …
Кінцева мета феміністичної революції повинна бути, на відміну від першої хвилі феміністського руху, не лише ліквідація чоловічих привілеїв, але й повне заперечення статевих розбіжностей: генітальні відмінності між людьми більше не матимуть культурного значення».

#### Відокремлення репродуктивної функції від жіночого тіла
Вона розглядала вагітність і пологи як такі, що є «варварськими» по відношенню до жінок. Контрацепція, штучне запліднення та інші досягнення означали, що невдовзі секс відокремиться від вагітності та виховання дітей, і жінки можуть бути вільними. Проте, Фаєрстоун сподівалася ще більше реформувати уявлення про репродукційну функцію жінок і повністю відокремити цей процес від жіночого тіла. Вона закликала до розроблення нового типу штучного відтворення, що називала «дитиною в пляшці» (англ. bottled baby).
Журналістка і феміністка Катерина Семчук у своїй статті «Чайлдфрі та штучні матки: якою може бути радикальна відмова від патріархального материнства» для українського онлайн-видання «Гендер в деталях» називала погляди Фаєрстоун щодо материнства футуристичними. На думку Семчук ідея ектогенезису (вирощування плоду поза межами людського тіла) здатна зачепити «не тільки феміністичний рух, а ціле суспільство, адже символічна зв’язка материнство–жінка визначає дуже багато соціальних норм». Проте журналістка не вважає таку ідею суто негативною, а радше розглядає її як одну із альтернатив існуючим соціальним конструктам материнства: «Феміністки прагнуть звільнити материнство від цього негативу [пов'язаного з міфами і очікуваннями від материнства] і дати жінкам альтернативу — як у сценаріях материнства, так і у відмові від нього».

#### Відмова від нуклеарної сім'ї та емансипація дітей
Нуклеарну сім'ю Фаєрстоун вважала ключовим джерело жіночого та дитячого пригнічення. Вона стверджувала, що інститут освіти, завчасно визначені позиції в соціальній ієрархії та «менша важливість» у порівнянні з дорослими в їхньому житті, обмежують дітей розвивати свої здібності. На її думку, соціалістично-феміністична революція звільнить і жінок, і дітей від економічної залежності, наддасть їм сексуальну свободу і повністю інтегрує в навколишній світ.
Фаєрстоун вагається робити точні прогнози про те, як відбуватиметься виховування дітей, якщо вони більше не будуть народжені жінками в біологічній сім'ї, але припускає, що існуватимуть різноманітні соціальні органи, які займатимуться опікою над дітьми, допоки вони не будуть готові проживати самостійно, що, на її думку відбуватиметься у більш ранньому віці, ніж зараз вважається можливим.

#### Можливість справжньої гетеросексуальної любові
Незважаючи на скасування інституту сім'ї стосунки і любов між представниками різних статей залишиться. І, нарешті, не прив'язуючись до репродуктивної функції стосунки більше не носитимуть пригноблюючого характеру, адже саме біологічна сім'я перетворює сексуальну любов в інструмент гніту. Чоловіки, маючи з дитинства Едіпів комплекс, та в результаті існування табу на інцест не здатні любити жінок. Вони принижують жінок, з якими займаються сексом, задля того, щоб відрізняти їх від своєї матері, першого і забороненого любовного об'єкту. Вони не можуть одночасно поважати жінку і вважати її сексуально привабливою.
Ось чому «сексуальна революція» не означала лібералізацію жінок, які досі були пов'язані подвійним стандартом і необхідністю поєднувати любов і сексуальність. Усуваючи біологічну сім'ю й інцест табу, феміністична революція збільшить можливість реальної гетеросексуальної любові, а також легітимізує будь-який інший тип добровільних сексуальних відносин.

### «Безповітряні простори»
До того часу, як «Діалектика сексу» була опублікована в 1970 році, Фаєрстоун значною мірою призупинила свою активістську діяльність. На початку сімдесятих років вона відійшла від політики і працювала художницею. Наприкінці вісімдесятих Фаєрстоун почала боротьбу з психічною хворобою. У 1998 році вона опублікувала «Безповітряні простори» (англ. «Airless Spaces»), збірку вигаданих коротких історій. Фаєрстоун писала книгу на основі власного досвіду боротьби з шизофренією та періоду госпіталізації.
Натхненна особистим досвідом, ця праця ілюструє життя і боротьбу різних персонажів у Нью-Йорку, які стикаються із психічними захворюваннями та бідністю. Кожна розповідь у книзі розглядає труднощі психічного розладу, а також почуття «сорому, приниження, страху, самотності і тривоги», які супроводжують його. В книзі прослідковується послідовна наявність нестабільності в житті кожного персонажа щодо економічного та соціального статусу, а також психічного стану. «Безповітряні простори» вважають відображенням особистої маргіналізації Фаєрстоун, яка виникла внаслідок її радикальних феміністських ідеалів і способу життя.

## Смерть та спадщина
28 серпня 2012 року у віці 67 років Шуламіт Фаєрстоун було знайдено мертвою в її Нью-Йоркських апартаментах. Домовласник зауважив, що скоріше за все, вона була мертвою близько тижня, перш ніж сусіди помітили дивний запах з її квартири і повідомили про це. Згідно зі словами її сестри, Лайї Фаєрстоун, вона померла з природних причин. Її смерть була підтверджена офісом медичного експерта Нью-Йорку; за повідомленнями, вона вела самітницький спосіб життя і мала погане здоров'я. На її честь було організовано меморіальну службу.
«Діалектика сексу» досі використовується в багатьох програмах жіночих/гендерних студій. Сучасні тенденції виховання дітей в гендерно нейтральній формі, віддзеркалюють ідеали, які Фаєрстоун намагалася донести на зеніті своєї активістської діяльності.
У 90-х роках було знайдено невипущений фільм студентських років Фаєрстоун, предметом якого була її персона. Експериментальний режисер Елізабет Субрін зробила римейк знайденої картини. У 1997 році вийшов її фільм під назвою «Шулі», який виграв дві нагороди, у тому числі й премію Асоціації кінокритиків Лос-Анджелеса. Фільм ілюструє шлях Шуламіт Фаєрстоун від юної студентки до однієї із найбільш помітних феміністок другої хвилі та феміністських письменниць ХХ століття.